# Bolivar (Missouri)
Bolivar és una població dels Estats Units a l'estat de Missouri. Segons el cens del 2000 tenia 9.143 habitants.

## Demografia
Segons el cens del 2000, Bolivar tenia 9.143 habitants, 3.318 habitatges, i 2.067 famílies. La densitat de població era de 563 habitants per km².
Dels 3.318 habitatges en un 29% hi vivien nens de menys de 18 anys, en un 48,8% hi vivien parelles casades, en un 10,8% dones solteres, i en un 37,7% no eren unitats familiars. En el 30,2% dels habitatges hi vivien persones soles el 15% de les quals corresponia a persones de 65 anys o més que vivien soles. El nombre mitjà de persones vivint en cada habitatge era de 2,34 i el nombre mitjà de persones que vivien en cada família era de 2,89.
Per edats la població es repartia de la següent manera: un 20,8% tenia menys de 18 anys, un 23,9% entre 18 i 24, un 22,1% entre 25 i 44, un 14,7% de 45 a 60 i un 18,6% 65 anys o més.
L'edat mediana era de 29 anys. Per cada 100 dones de 18 o més anys hi havia 78,7 homes.
La renda mediana per habitatge era de 24.609 $ i la renda mediana per família de 35.716 $. Els homes tenien una renda mediana de 25.731 $ mentre que les dones 18.618 $. La renda per capita de la població era de 13.654 $. Entorn de l'11% de les famílies i el 19,8% de la població estaven per davall del llindar de pobresa.

## Poblacions més properes
El següent diagrama mostra les poblacions més properes.